# Mimoopsis fuscoapicatus
Mimoopsis fuscoapicatus là một loài bọ cánh cứng trong họ Cerambycidae.